# Birgit Malsack-Winkemann
Birgit Malsack-Winkemann (Darmstadt, 12 agosto 1964) è una politica tedesca, resa celebre per essere stata membro dell'organizzazione terroristica di estrema destra Patriotische Union. È stata arrestata il 7 dicembre 2022 assieme agli altri principali membri del gruppo..